# Ajmeta
Ajmeta (en georgiano: ახმეტა) es una ciudad en el este de Georgia, ubicada en el oeste de la región de Kajetia y capital del municipio homónimo.

## Geografía
Ajmeta se ubica a orillas del río Alazani en el área de la garganta de Pankisi, unos 20 km al noroeste de Telavi y a unos 40 km al noreste de Tiflis.

## Historia
La tradición local atribuye la fundación del pueblo a la reina Tamara de Georgia, que habría establecido varios pueblos en la zona para cultivo de frutas y nueces. Se conoce su existencia como localidad importante desde mediados del siglo XVIII, en informes sobre un terremoto en la zona que citan la localidad como un importante centro de producción de vino. 
El 31 de enero de 1812, los aldeanos de esta ciudad se rebelaron contra los rusos y provocaron un levantamiento masivo en todo el reino de Kajetia.
El 24 de junio de 1959, Ajmeta recibió el estatus de asentamiento de tipo urbano y en 1966, el estatus de ciudad.En 1971 se desarrolló el plan general de la ciudad.

## Demografía
La evolución demográfica de Ajmeta entre 1959 y 2023 fue la siguiente:
| 5491                                            | 8205 | 9018 | 8970 | 8571 | 7105 | 6158 |
| (Fuente: Population of Georgia in Soviet times) |      |      |      |      |      |      |

Históricamente, la población de Ajmeta ha sido mayoritariamente georgiana.
|                   | 1959      | 1959       | 2014      | 2014       |
| Grupo étnico      | Población | Porcentaje | Población | Porcentaje |
| ----------------- | --------- | ---------- | --------- | ---------- |
| Georgianos        | 5101      | 92,6%      | 6880      | 96,83%     |
| Osetios           | 190       | 3,5%       | 120       | 1,69%      |
| Chechenos y kists | -         | -          | 54        | 0,76%      |
| Rusos             | 87        | 1,6%       | 21        | 0,30%      |
| Loms              | -         | -          | 15        | 0,21%      |
| Armenios          | 38        | 0,7%       | 11        | 0,15%      |
| Ucranianos        | 26        | 0,5%       | -         | -          |
| Griegos           | 3         | 0,1%       | -         | -          |
| Kurdos            | 2         | 0,1%       | -         | -          |
| Azeríes           | 1         | 0,1%       | -         | -          |
| Total             | 5491      | 100%       | 7105      | 100%       |

## Economía
Durante el período soviético, existían fábricas de procesamiento de madera, vino, conservas, queso y mantequilla, fábricas de levadura, silvicultura, viveros de vid y granjas vitivinícolas.

## Infraestructura

### Arquitectura, monumentos y lugares de interés
En Ajmeta funciona un museo de historia local. A 1,5 kilómetros al norte se encuentra las ruinas de la iglesia de la deidad de Ajmeta, una antigua basílica de tres naves del siglo VI que es mencionada en las fuentes como residencia temporal de uno de los trece padres asirios, Anton de Martkopi.

## Galería

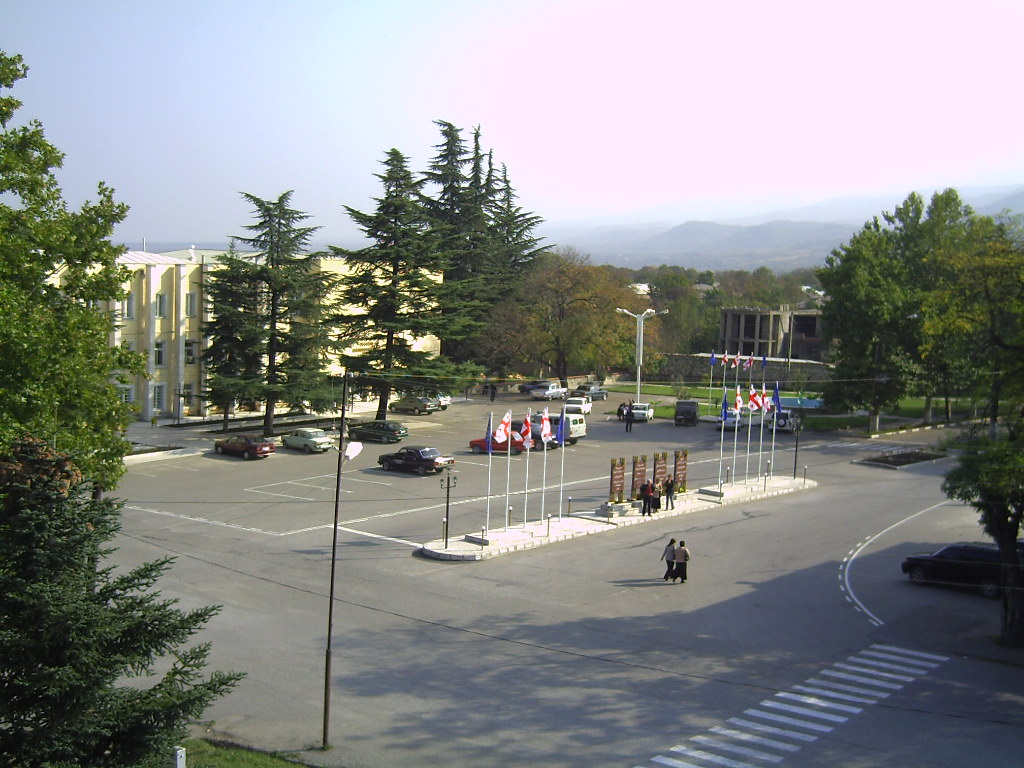
Plaza central de Ajmeta
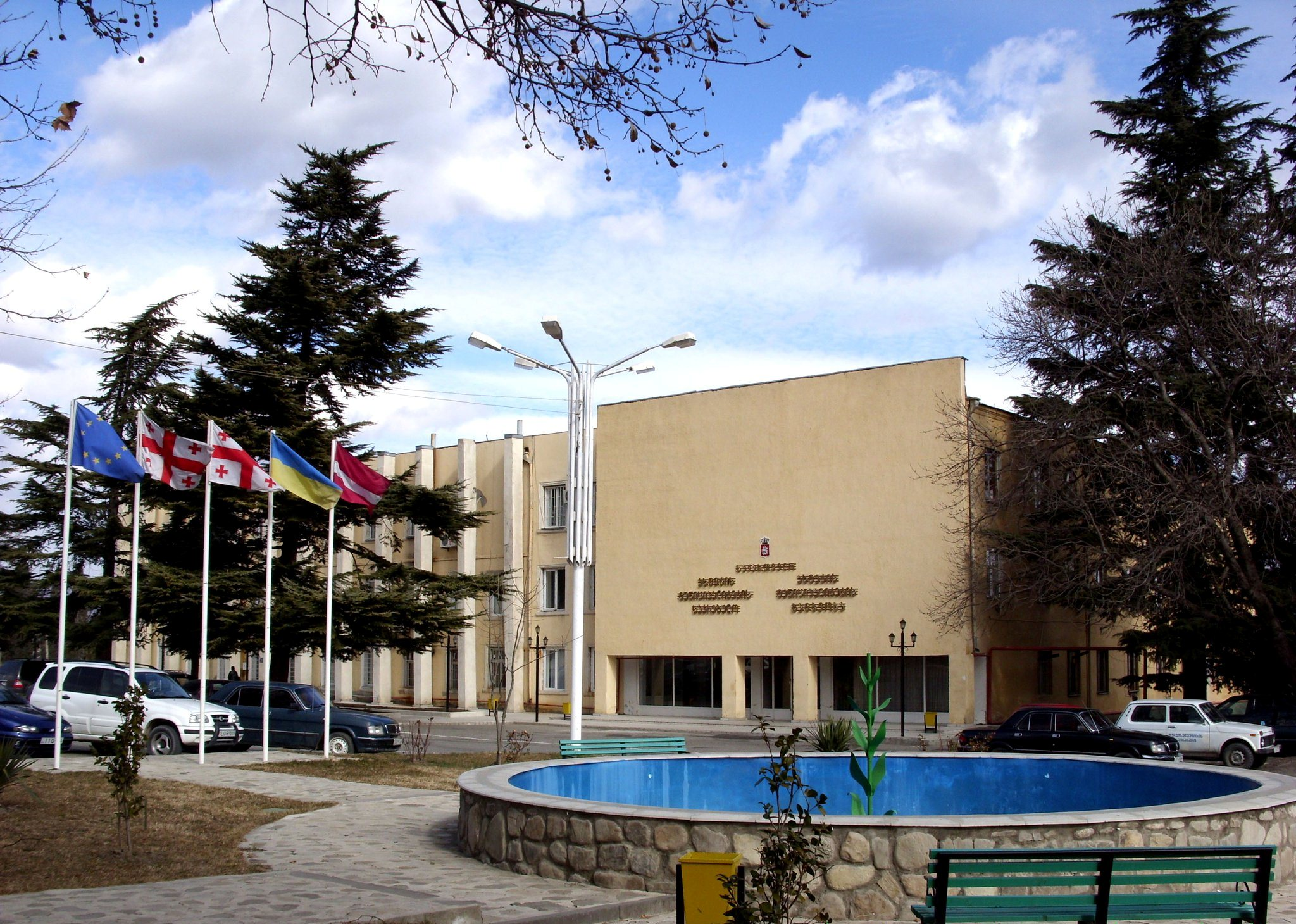
Ayuntamiento de Ajmeta
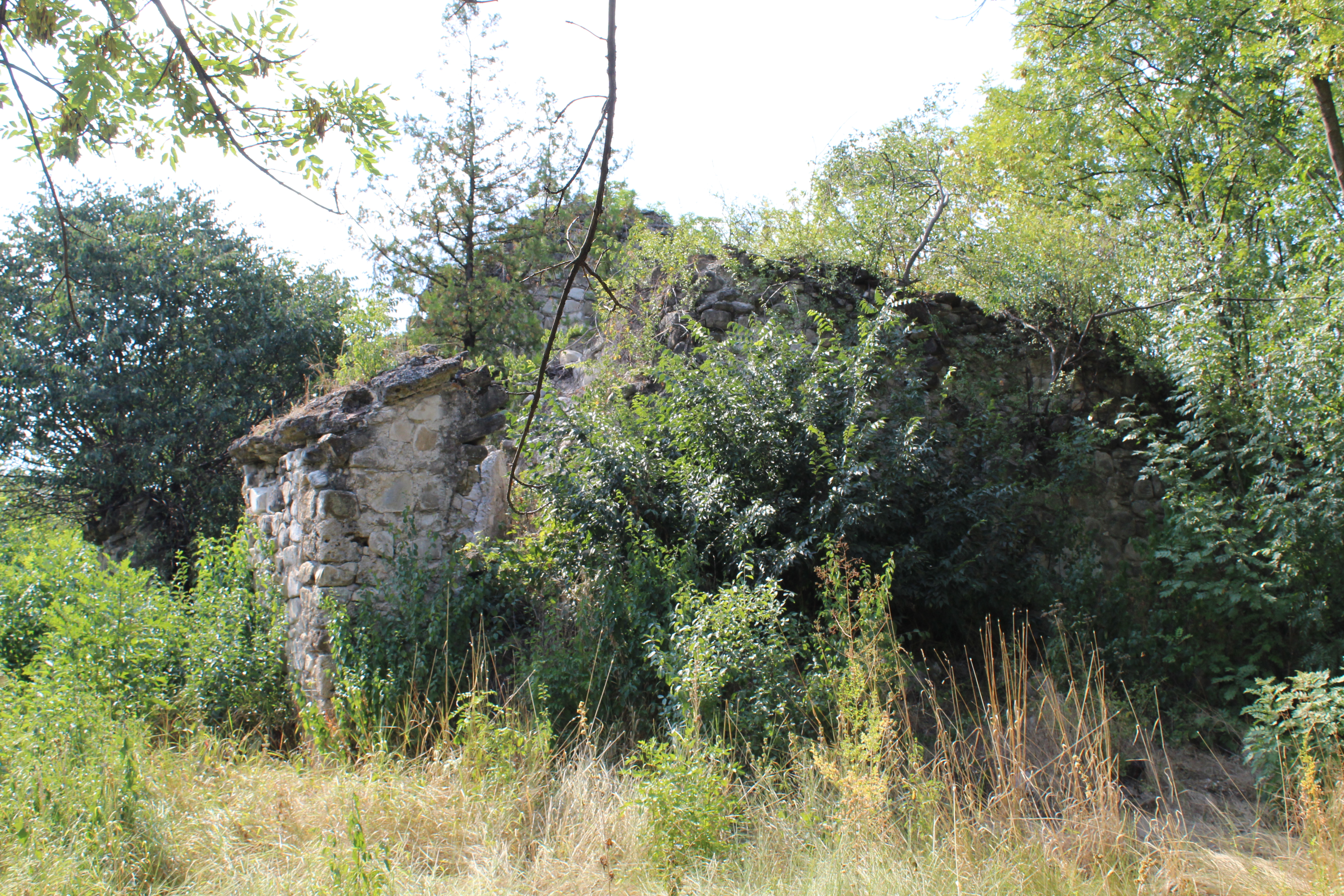
Iglesia de la deidad de Ajmeta

## Personas destacadas
- Zurab Zviadauri (1981): deportista georgiano que compitió en judo, ganador de un oro en los JJOO de Atenas 2004 en la categoría -90 kg.

- Ilías Iliadis (1986): deportista griego que compitió en judo, que participó en cuatro Juegos Olímpicos (ganando un oro en 2004 y un bronce en 2012).